# Hypocaccus rugiceps
Hypocaccus rugiceps är en skalbaggsart som först beskrevs av Caspar Erasmus Duftschmid 1805.  Hypocaccus rugiceps ingår i släktet Hypocaccus och familjen stumpbaggar. Enligt den finländska rödlistan är arten sårbar i Finland. Enligt den svenska rödlistan är arten sårbar i Sverige. Arten förekommer i Götaland. Artens livsmiljö är sandstränder vid Östersjön. Inga underarter finns listade i Catalogue of Life.